# Небилиця Богдан Павлович
Богда́н Па́влович Небили́ця (нар. 16 січня 1994, Глазове, Шосткинський район, Сумська область, Україна) — український військовий моряк, старший лейтенант Військово-морських сил ЗС України, командир малого броньованого артилерійського катера «Нікополь» (з 2018 року).

## Життєпис
Богдан Небилиця народився у Глазовому, що на Сумщині. Був найменшою дитиною у родині, маючи двох сестер. Після закінчення 9 класів Глазівської ЗОШ вступив до Севастопольського військового ліцею, а згодом — до Академії військово-морських сил імені Нахімова. Під час анексії Криму Росією відмовився присягнути окупантам. 20 березня 2014 року, під час церемонії підняття російського прапора в академії, разом з групою інших курсантів почав співати гімн України, який не вдалося заглушити навіть оркестром. Був переведений на материкову частину України, де у 2016 році закінчив навчання в Інституті Військово-морських сил Одеської морської академії.
Після випуску служив командиром артилерійської бойової частини на ракетному катері «Прилуки». Влітку 2018 року Небилицю призначили командиром новоствореного малого броньованого артилерійського катера «Нікополь».
30 жовтня 2018 року у ЗМІ з'явилася інформація про призначення Богдана Небилиці, як одного з найкращих випускників академії, командиром патрульного катера типу «Айленд», переданого США Україні. Приступити до виконання нових обов'язків він мав 2019 року.
25 листопада 2018 року катери «Бердянськ» та «Нікополь», а також рейдовий буксир «Яни Капу» здійснювали плановий перехід з Одеси до Маріуполя. Під час переходу українські кораблі зазнали нападу з боку прикордонних сил Російської Федерації, внаслідок чого буксир було взято на таран російським судном «Дон», а «Бердянськ» пошкоджено артилерійським вогнем, в результаті чого майже вся команда катера отримала поранення і не змогла чинити опір агресору при штурмі. «Нікополь» під командуванням Богдана Небилиці було заблоковано переважаючими силами супротивника та відконвойовано до Керчі разом з іншими українськими суднами.
Після вивезення українських військовополонених до Москви утримувався в СІЗО «Лефортово».
7 вересня 2019 року Богдан Небилиця в ході обміну полоненими повернувся в Україну.

## Нагороди та відзнаки
- Орден Богдана Хмельницького III ступеня (3 квітня 2019) — нагороджений Указом Президента України № 96/2019, за особисту мужність і самовіддані дії, виявлені під час виконання військового обов'язку, вірність Українському народові і військовій присязі[5][6].